# Scaptia subcontigua
Scaptia subcontigua är en tvåvingeart som först beskrevs av Ferguson 1921.  Scaptia subcontigua ingår i släktet Scaptia och familjen bromsar. Inga underarter finns listade i Catalogue of Life.